# Camden (Indiana)
Pour les articles homonymes, voir Camden.
Camden est une municipalité américaine située dans le comté de Carroll en Indiana. Lors du recensement de 2010, sa population est de 611 habitants.

## Géographie
Selon le Bureau du recensement des États-Unis, la municipalité s'étend sur 0,26 mille carré (0,67 km2).

## Histoire
En 1832, les terres où se trouvent aujourd'hui Camden sont vendues en vertu d'une la loi de l'Indiana imposant qu'un seizième de chaque township soit mis de côté pour financer les écoles locales (ici le township de Jakcson (en)). Le bureau de poste de Camden ouvre l'année suivante. Le village, composé à l'origine de cinq maisons, croit peu à peu et devient une municipalité en 1908.
Le temple maçonnique et la bibliothèque (Andrew Thomas House) de Camden sont inscrits au Registre national des lieux historiques.

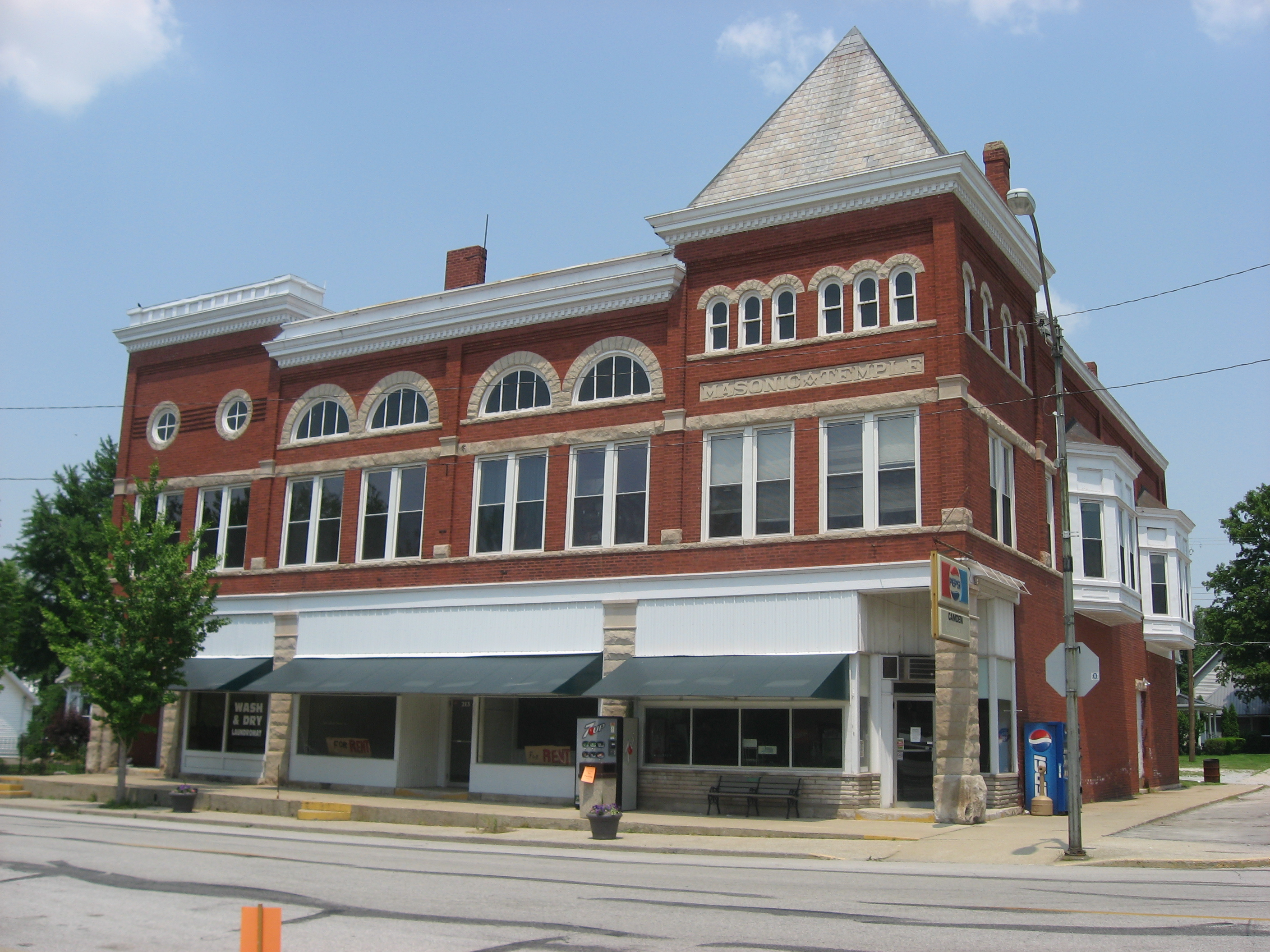
Le temple maçonnique de Camden
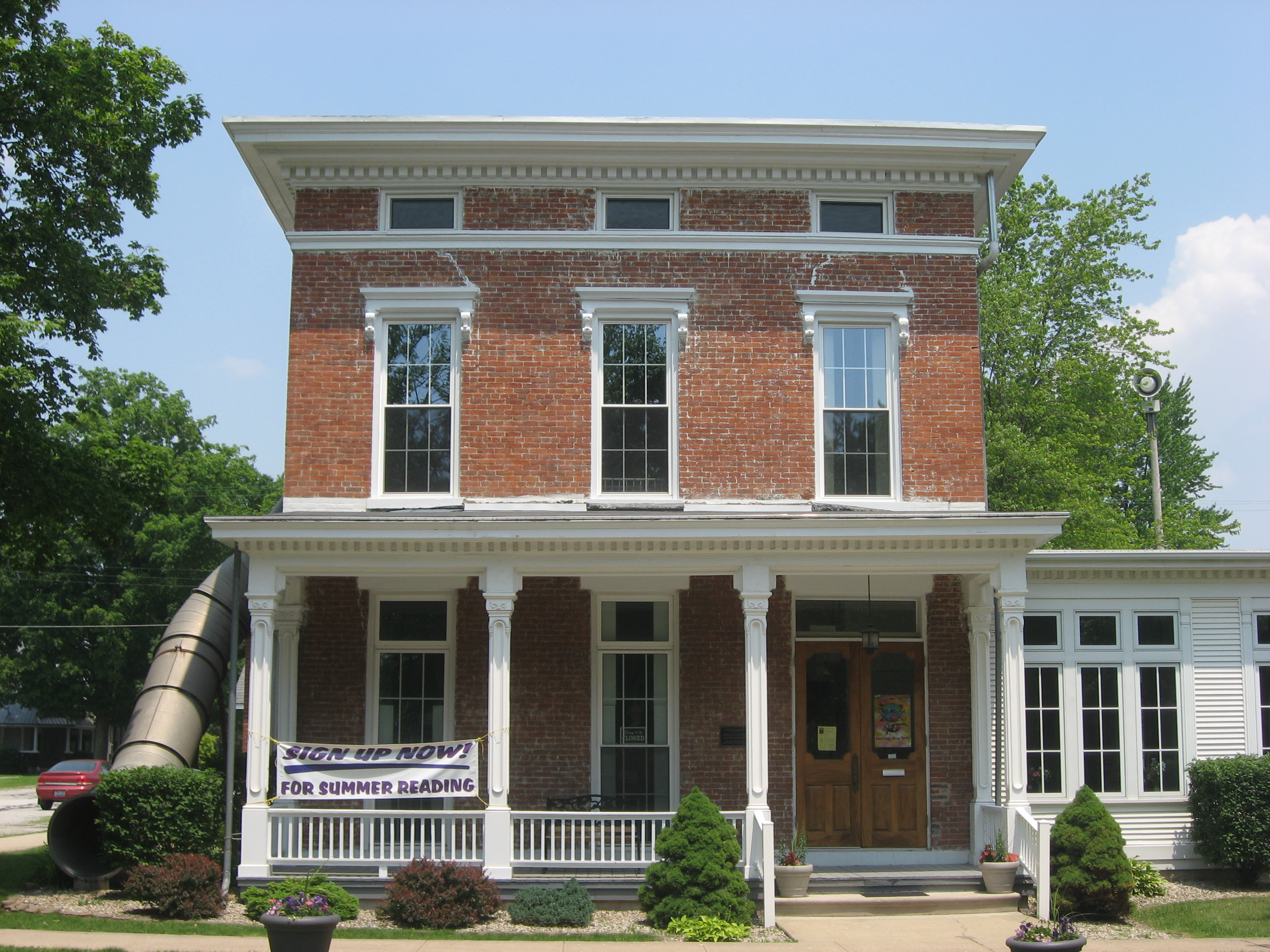
La maison d'Andrew Thomas

## Démographie
Selon l'American Community Survey de 2018, la population de Camden est blanche à environ 94 %, le reste de ses habitants étant métisses. Malgré un revenu médian par foyer de 41 875 dollars, largement inférieur à l'Indiana (54 325 dollars) et aux États-Unis (60 293 dollars), Camden a un taux de pauvreté équivalent (12,2 % contre 13,1 % et 11,8 %),.